# Ingeniero Jacobacci
Ingeniero Jacobacci is een plaats in het Argentijnse bestuurlijke gebied Veinticinco de Mayo in de provincie  Río Negro. De plaats telt 5.785 inwoners.